# Aeropuerto de París-Charles de Gaulle

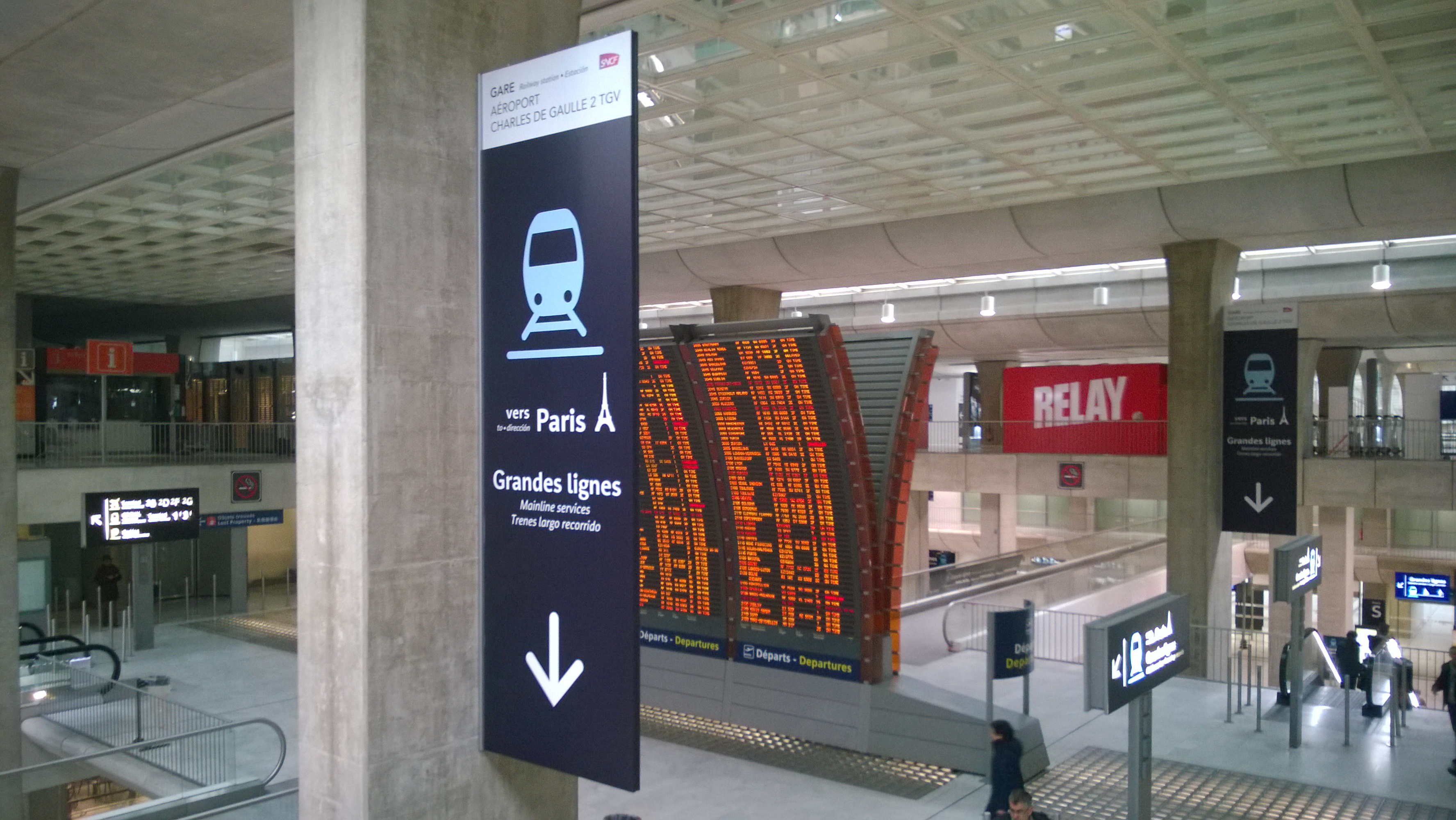
La Estación de Aeropuerto Charles-de-Gaulle 2 TGV bajo la Terminal 2

El TGV en 2021. En azul las líneas de alta velocidad en Francia (rojo fuera). En negro velocidad normal.

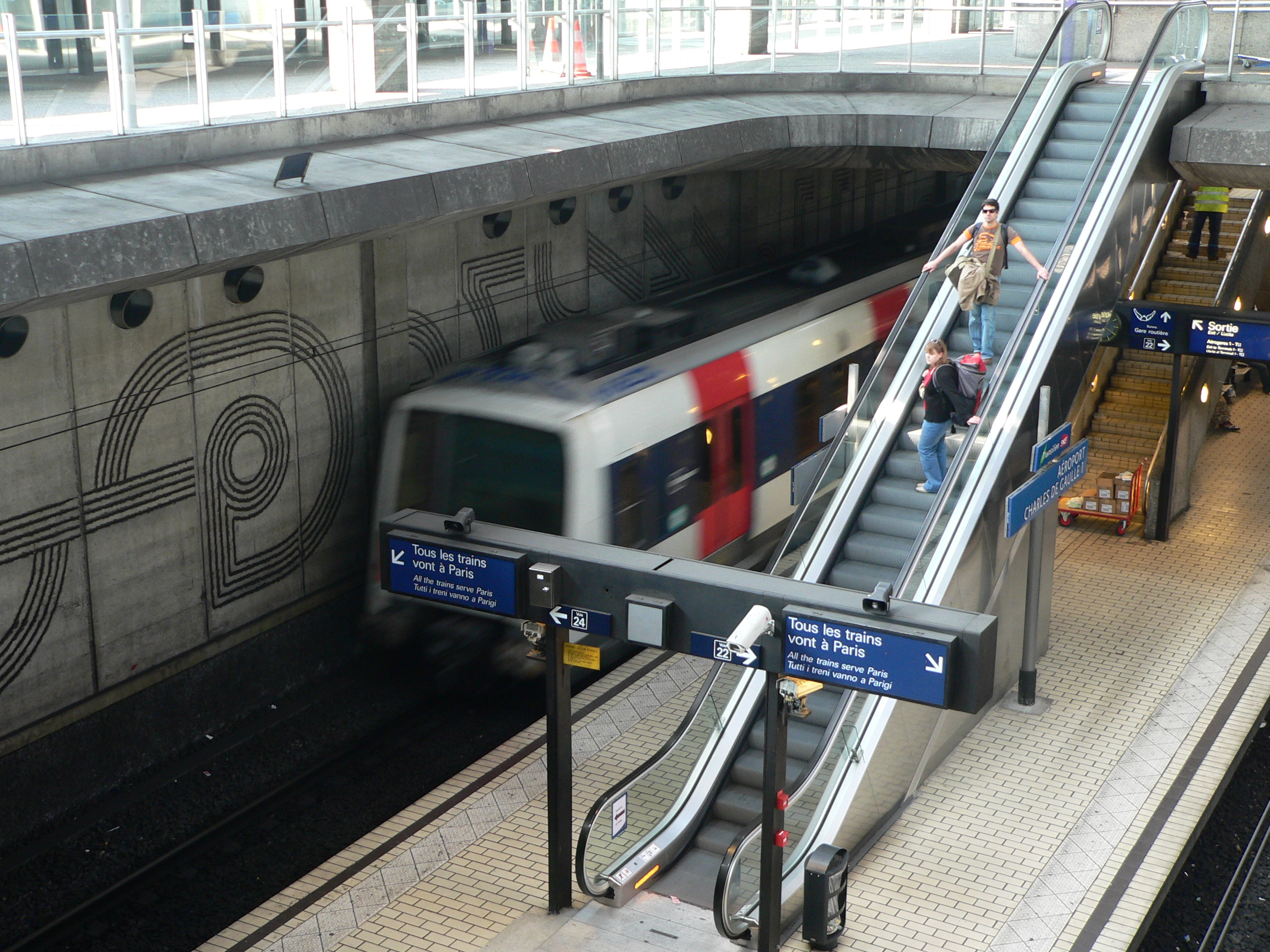
La Estación de Aeropuerto Charles-de-Gaulle 1 está conectada a las terminales por el CDGVAL. El RER también pasa por la Terminal 2.

Mapa del RER

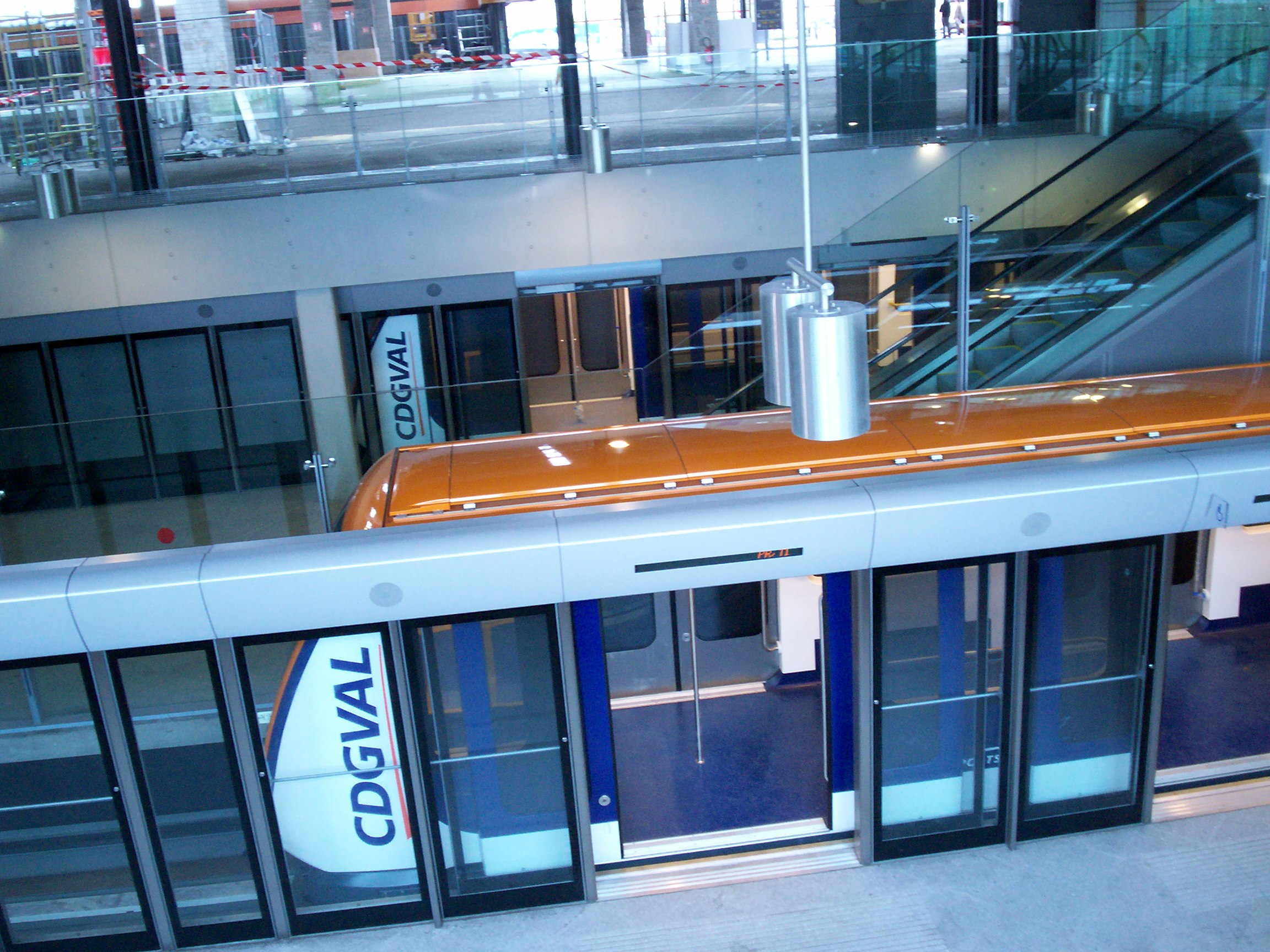
CDGVAL en la Terminal 3

Mapa del CDGVAL

El Aeropuerto Internacional de Paris-Charles de Gaulle (IATA: CDG, OACI: LFPG), también conocido como Aeropuerto de Roissy (del francés: Aéroport de Roissy-Charles-de-Gaulle) es un aeropuerto localizado en el área metropolitana de París, Francia diseñado y desarrollado por el arquitecto francés Paul Andreu. Es el principal aeropuerto de la nación gala y es uno de los más importantes centros de aviación en el mundo. Su nombre se debe al general y antiguo presidente de Francia, Charles de Gaulle (1890-1970). Está localizado cerca de Roissy, a 25 km al noreste de París. La construcción de esta terminal, duró casi 10 años siendo inaugurado el 8 de marzo de 1974. Años más tarde y debido a la gran afluencia de vuelos, se construyó la terminal 2, también a cargo de Paul Andreu, e inaugurándose en 2003. El aeropuerto sirve como hub principal de la aerolínea Air France y como hub europeo de Delta Airlines.
Su gestión la realiza la sociedad privada Aéroports de Paris (ADP), autoridad aeroportuaria encargada de la explotación de los aeropuertos parisinos.
En 2015, el Aeropuerto París-Charles de Gaulle recibió  65,766,986 pasajeros, siendo el segundo aeropuerto con mayor tráfico de pasajeros en Europa, solo por debajo del Aeropuerto de Londres-Heathrow.
El Aeropuerto CDG está conectado a la red del RER, y también a la del TGV, permitiendo el tráfico con el centro de París. También enlaza con la red Thalys, que conecta el aeropuerto con la Estación Mediodía (Bruxelles Midi/Brussel Zuid) de Bruselas en Bélgica.
Otros medios disponibles para llegar al centro son: autobuses Air France, Roissybus, autobuses RATP, Bus Noctilien, minibuses y taxis.
La sede social del Air France es en Roissypôle, Aeropuerto de París-Charles de Gaulle, Tremblay-en-France.

## Localización
El Aeropuerto Charles de Gaulle tiene una superficie 32,38 km². Se extiende por tres departamentos y siete comunas de la región Isla de Francia:
- Sena y Marne (comunas de Mauregard, Le Mesnil-Amelot y Mitry-Mory)
- Sena-San Denis (Tremblay-en-France)
- Val-d'Oise (Roissy-en-France y Épiais-lès-Louvres)

De cualquier modo, la administración del aeropuerto está a cargo de Aéroports de Paris, que también se encarga del Aeropuerto de Orly, el Aeropuerto Le Bourget y otros pequeños aeropuertos en los suburbios de París.

## Terminales
El aeropuerto tiene tres terminales. Terminal 1 es la más antigua, la terminal 2 fue construida exclusivamente para Air France; desde entonces se ha ampliado considerablemente y ahora también alberga otras aerolíneas. La tercera terminal (T3, antiguamente T9) acoge a compañías de vuelos chárter y de aerolíneas de bajo costo. El CDGVAL es un servicio de transporte de tren ligero que une las terminales, la estación de tren y estacionamientos. Iniciado el 4 de abril de 2007, el CDGVAL conecta las tres terminales (excepto sala de 2G).

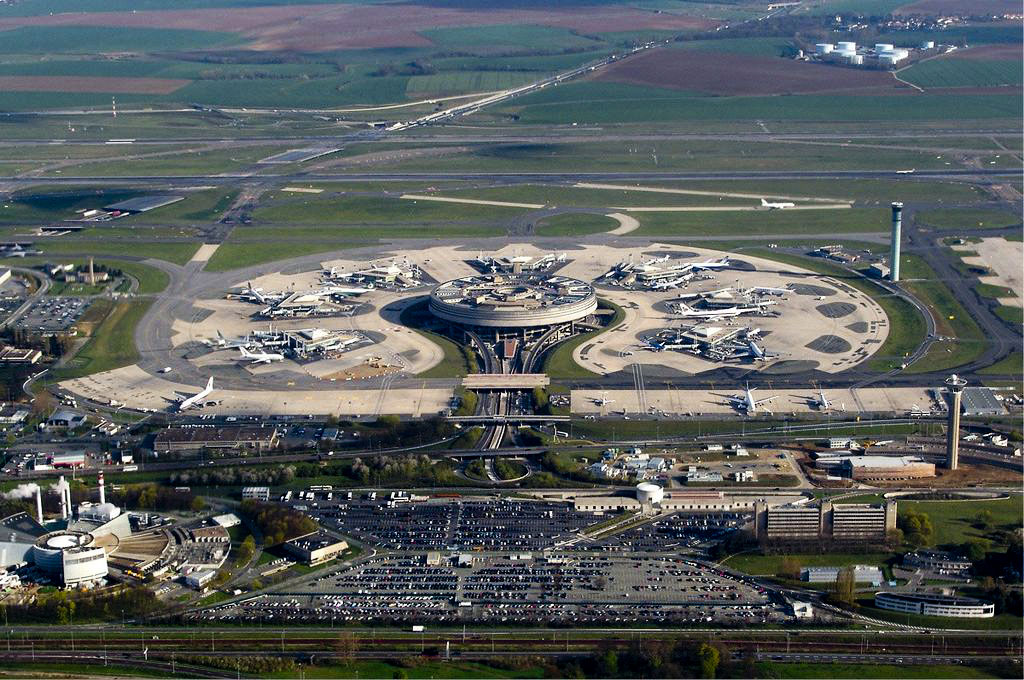
Terminal 1
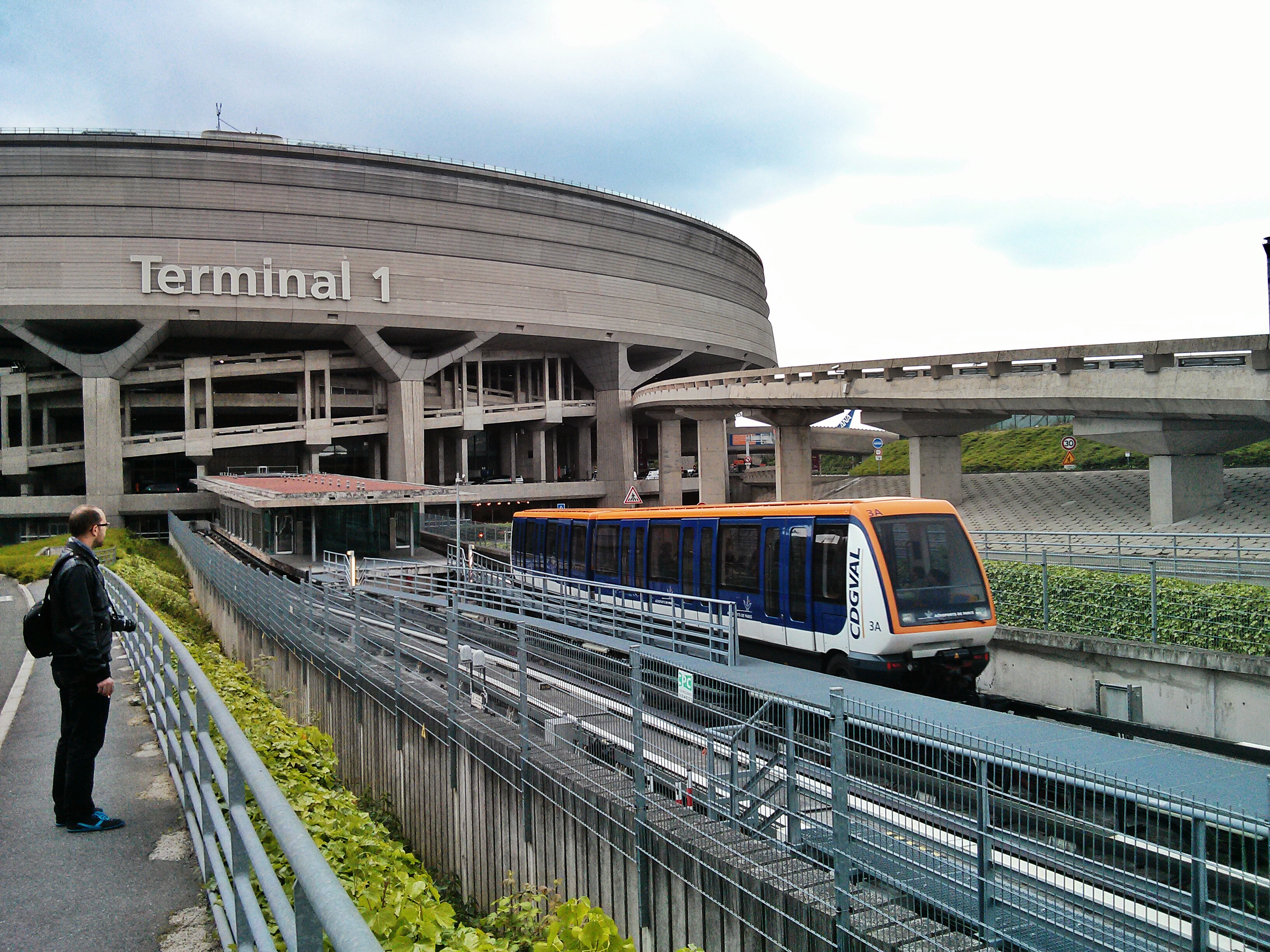
CDGVAL en la T1
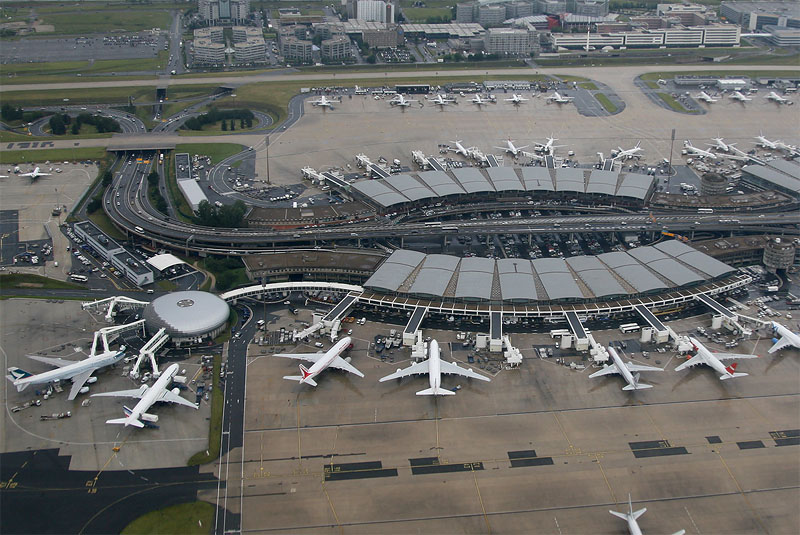
Terminal 2A y 2B
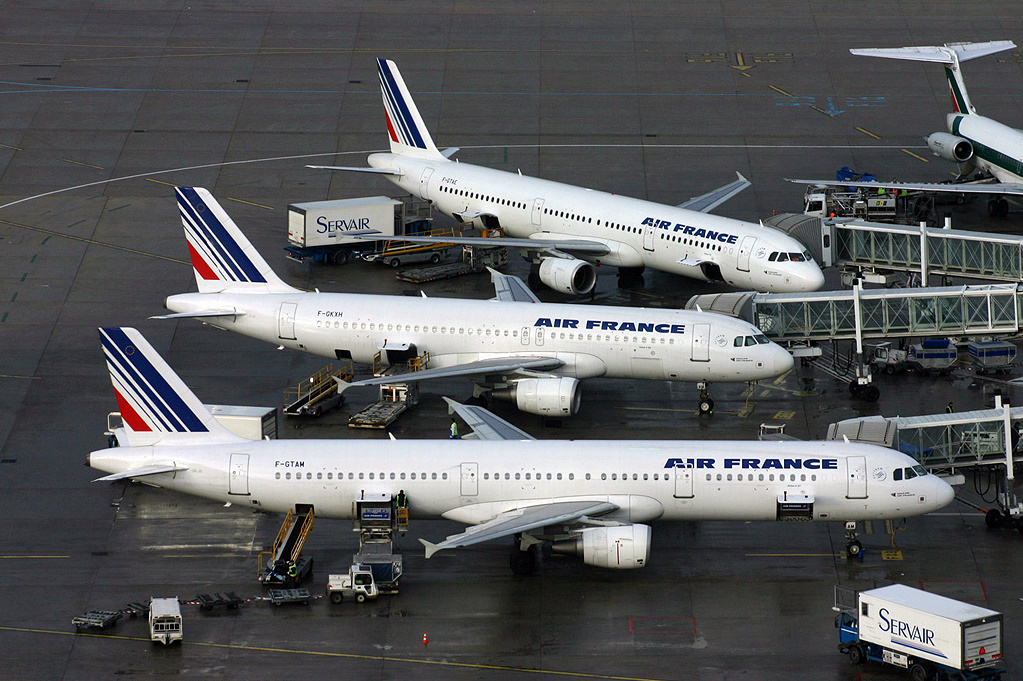
Aviones de Air France en la Terminal 2F
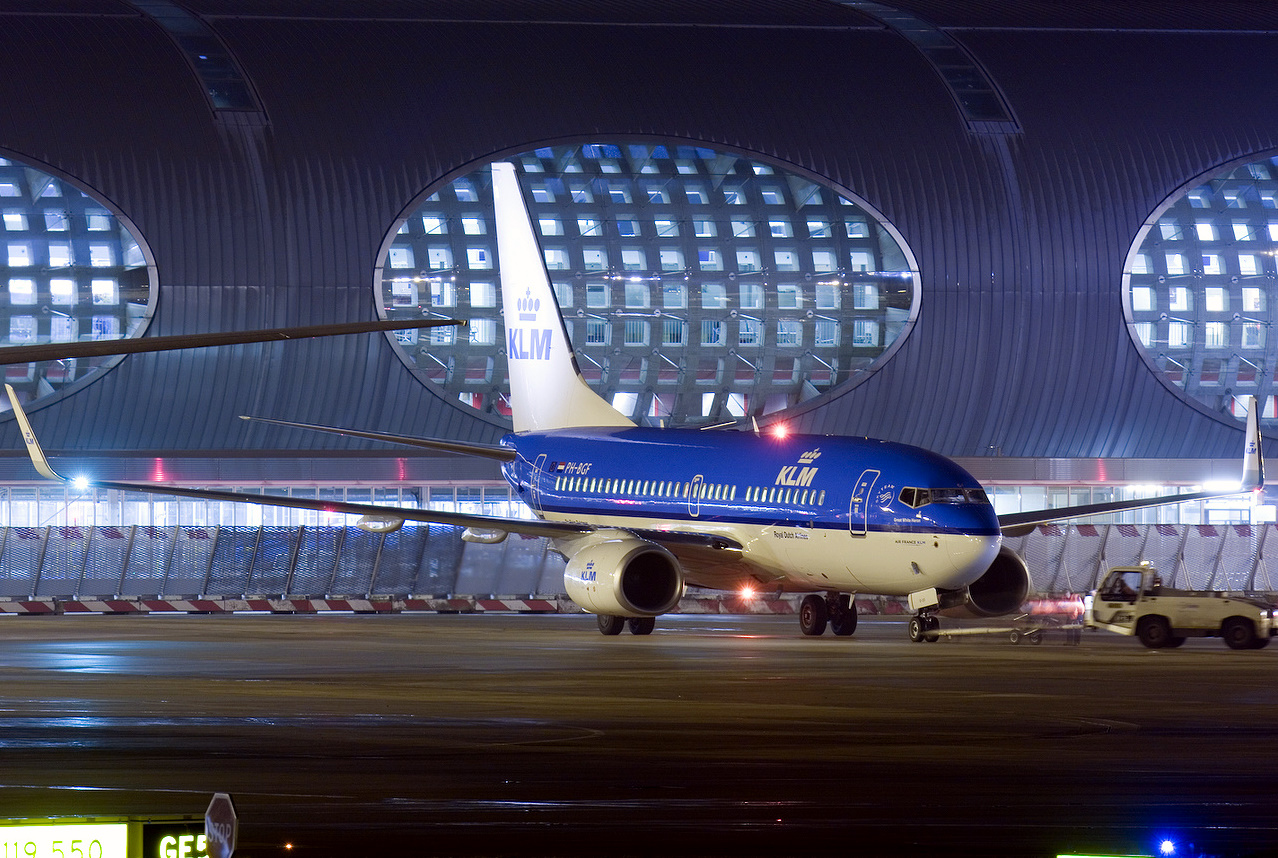
Boeing 737 de KLM en Charles de Gaulle
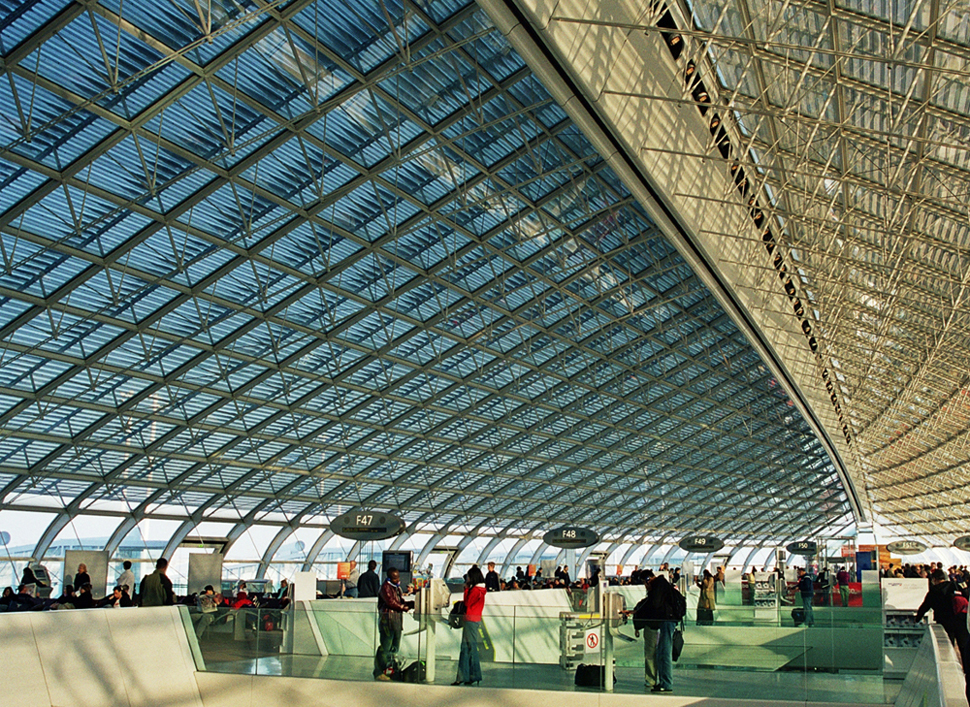
Interior de la Terminal 2F
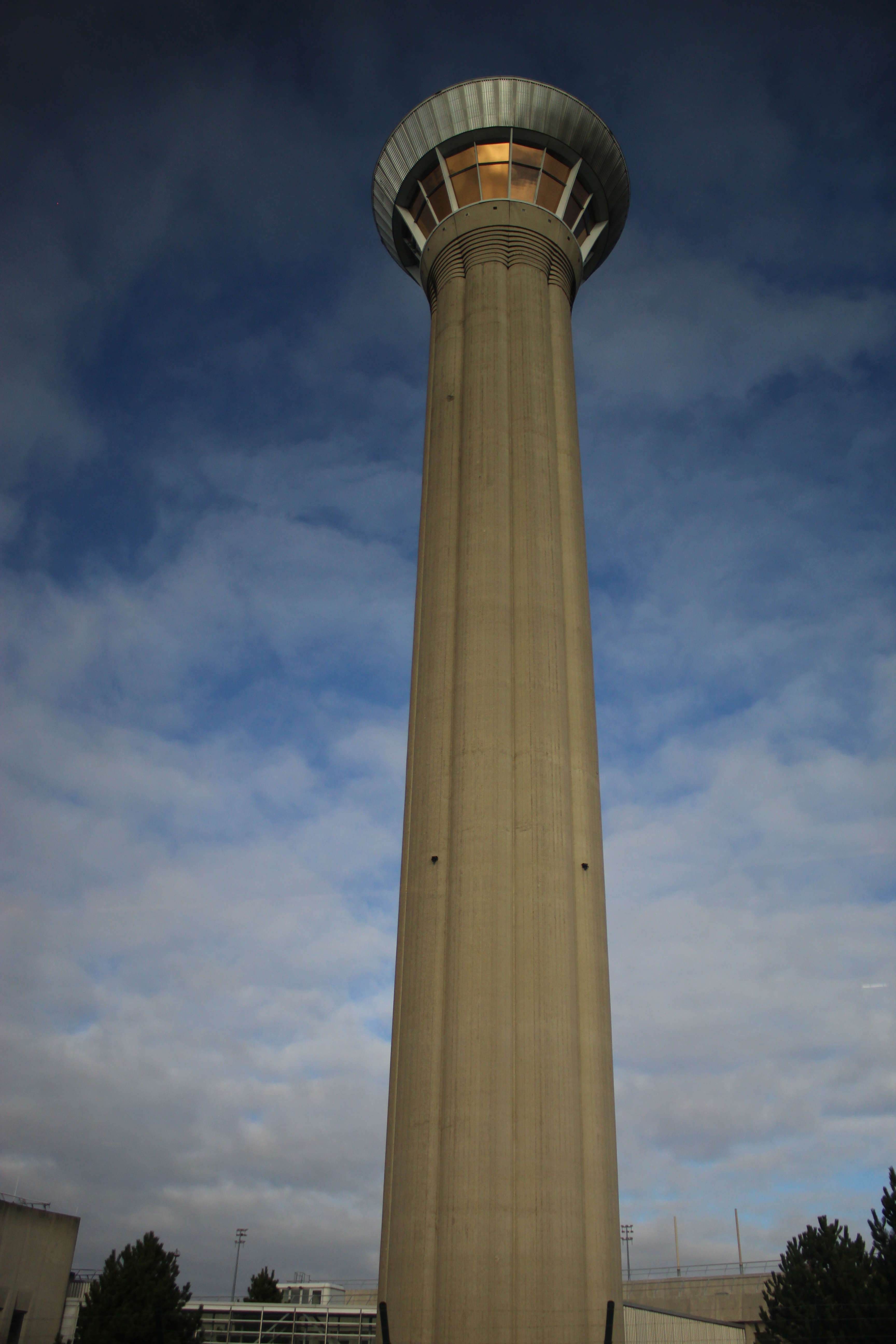
Torre de control

## Aerolíneas y destinos

### Destinos nacionales
| Ciudad                  | Nombre del aeropuerto                         | Aerolíneas                                                                   | Aeronaves       | Frecuencias semanales |
| Francia                 | Francia                                       | Francia                                                                      | Francia         | Francia               |
| ----------------------- | --------------------------------------------- | ---------------------------------------------------------------------------- | --------------- | --------------------- |
| Ajaccio                 | Aeropuerto de Ajaccio-Napoleón Bonaparte      | Air France (Estacional) easyJet Europe (Estacional)                          | A3xx            |                       |
| Bastia                  | Aeropuerto de Bastia-Poretta                  | Air Corsica (Estacional) Air France (Estacional) easyJet Europe (Estacional) | A3xx            |                       |
| Biarritz                | Aeropuerto de Biarritz-País Vasco             | Air France operado por HOP! easyJet Europe                                   | E1 A3xx         |                       |
| Brest                   | Aeropuerto de Brest-Bretaña                   | Air France                                                                   |                 |                       |
| Burdeos                 | Aeropuerto de Burdeos-Mérignac                | Air France                                                                   |                 |                       |
| Calvi                   | Aeropuerto de Calvi Sainte-Catherine          | ASL Airlines France (Estacional) easyJet Europe (Estacional)                 | A3xx            |                       |
| Clermont-Ferrand        | Aeropuerto de Clermont-Ferrand Auvergne       | Air France operado por HOP!                                                  | E1              |                       |
| Figari                  | Aeropuerto de Figari Sud-Corse                | easyJet Europe (Estacional)                                                  | A3xx            |                       |
| Lyon                    | Aeropuerto de Lyon-Saint Exupéry              | Air France                                                                   |                 |                       |
| Marsella                | Aeropuerto de Marsella-Provenza               | Air France                                                                   |                 |                       |
| Montpellier             | Aeropuerto de Montpellier-Méditerranée        | Air France                                                                   |                 |                       |
| Niza                    | Aeropuerto de Niza-Costa Azul                 | Air France easyJet Europe                                                    | A3xx            |                       |
| Nantes                  | Aeropuerto de Nantes-Atlantique               | Air France                                                                   |                 |                       |
| Pau                     | Aeropuerto de Pau-Pirineos                    | Air France operado por HOP! ASL Airlines France                              | E1              |                       |
| Rennes                  | Aeropuerto de Rennes-Bretaña                  | Air France operado por HOP!                                                  | E1              |                       |
| Toulouse                | Aeropuerto de Toulouse-Blagnac                | Air France                                                                   |                 |                       |
| Territorios de ultramar |                                               |                                                                              |                 |                       |
| Dzaoudzi                | Aeropuerto Internacional de Dzaoudzi Pamandzi | Air Austral (Estacional)                                                     |                 |                       |
| Papeete                 | Aeropuerto Internacional Faa'a                | Air France Air Tahiti Nui                                                    | A350-941 B787-9 |                       |
| Saint-Denis             | Aeropuerto de Saint Denis-Roland Garros       | Air Austral Air France                                                       |                 |                       |

### Destinos internacionales
| Angola                             |                                                                             | |
| Luanda                             | Aeropuerto Internacional Dr. Antonio Agostinho Neto                         | Air France / TAAG Angola Airlines                                                                             |
| Argelia                            |                                                                             | |
| Annaba                             | Aeropuerto de Annaba-Rabah Bitat                                            | Air Algérie                                                                                                   |
| Argel                              | Aeropuerto Internacional Houari Boumedienne                                 | Air Algérie Air France / ASL Airlines France / Tassili Airlines                                               |
| Béjaïa                             | Aeropuerto Abane Ramdane                                                    | Air Algérie                                                                                                   |
| Biskra                             | Aeropuerto de Biskra                                                        | Air Algérie                                                                                                   |
| Chlef                              | Aeropuerto Internacional de Chlef                                           | Air Algérie / ASL Airlines France (Estacional)                                                                |
| Constantina                        | Aeropuerto Internacional Mohamed Boudiaf                                    | Air Algérie                                                                                                   |
| El Oued                            | Aeropuerto de Guemar                                                        | Air Algérie (Estacional)                                                                                      |
| Orán                               | Aeropuerto de Orán Es Sénia                                                 | Air Algérie / Air France                                                                                      |
| Tlemcen                            | Aeropuerto de Zenata-Messali El Hadj                                        | Air Algérie (Estacional)                                                                                      |
| Benín                              |                                                                             | |
| Cotonú                             | Aeropuerto de Cotonú-Cadjehoun                                              | Air France |
| Burkina Faso                       |                                                                             | |
| Uagadugú                           | Aeropuerto de Uagadugú                                                      | Air France\|                                                                                                  |
| Cabo Verde                         |                                                                             | |
| Sal                                | Aeropuerto Internacional Amílcar Cabral                                     | Cabo Verde Airlines                                                                                           |
| Camerún                            |                                                                             | |
| Duala                              | Aeropuerto Internacional de Douala                                          | Air France |
| Yaundé                             | Aeropuerto Internacional de Yaundé Nsimalen                                 | Air France |
| Chad                               |                                                                             | |
| Yamena                             | Aeropuerto Internacional de Yamena                                          | Air France |
| Costa de Marfil                    |                                                                             | |
| Abiyán                             | Aeropuerto Internacional Félix Houphouët-Boigny                             | Air France |
| Egipto                             |                                                                             | |
| El Cairo                           | Aeropuerto Internacional de El Cairo                                        | Air France / Egyptair                                                                                         |
| Hurgada                            | Aeropuerto Internacional de Hurghada                                        | Air Cairo |
| Lúxor                              | Aeropuerto Internacional de Lúxor                                           | Air Cairo / Egyptair (Estacional)                                                                             |
| Etiopía                            |                                                                             | |
| Adís Abeba                         | Aeropuerto Internacional Bole                                               | Ethiopian |
| Seychelles                         |                                                                             | |
| Mahé                               | Aeropuerto Internacional de Seychelles                                      | Air France (Estacional)                                                                                       |
| Gabón                              |                                                                             | |
| Libreville                         | Aeropuerto de Libreville                                                    | Air France |
| Ghana                              |                                                                             | |
| Acra                               | Aeropuerto Internacional de Kotoka                                          | Air France |
| Guinea                             |                                                                             | |
| Conakri                            | Aeropuerto Internacional de Conakri                                         | Air France |
| Guinea Ecuatorial                  |                                                                             | |
| Malabo                             | Aeropuerto Internacional de Malabo                                          | Air France |
| Kenia                              |                                                                             | |
| Nairobi                            | Aeropuerto Internacional Jomo Kenyatta                                      | Air France / Kenya Airways                                                                                    |
| Madagascar                         |                                                                             | |
| Antananarivo                       | Aeropuerto Internacional Ivato                                              | Air France / Air Madagascar                                                                                   |
| Mali                               |                                                                             | |
| Bamako                             | Aeropuerto Internacional de Bamako-Sénou                                    | Air France |
| Marruecos                          |                                                                             | |
| Casablanca                         | Aeropuerto Internacional Mohámmed V                                         | Air France / Royal Air Maroc / TUI fly Belgium                                                                |
| Fez                                | Aeropuerto de Fez-Saïss                                                     | Air Arabia Maroc                                                                                              |
| Marrakech                          | Aeropuerto de Marrakech-Menara                                              | Air Arabia Maroc / Air France / easyJet Europe                                                                |
| Rabat                              | Aeropuerto de Rabat-Salé                                                    | Air France / TUI fly Belgium (Estacional)                                                                     |
| Tánger                             | Aeropuerto de Tánger                                                        | Air Arabia Maroc / Air France                                                                                 |
| Uchda                              | Aeropuerto de Uchda Angads                                                  | ASL Airlines France / TUI fly Belgium                                                                         |
| Mauritania                         |                                                                             | |
| Nuakchot                           | Aeropuerto Internacional de Nuakchot                                        | Air France |
| Mauricio                           |                                                                             | |
| Port Louis                         | Aeropuerto Internacional Sir Seewoosagur Ramgoolam                          | Air France / Air Mauritius                                                                                    |
| Níger                              |                                                                             | |
| Niamey                             | Aeropuerto Internacional Diori Hamani                                       | Air France |
| Nigeria                            |                                                                             | |
| Abuya                              | Aeropuerto Internacional Nnamdi Azikiwe                                     | Air France |
| Lagos                              | Aeropuerto Internacional Murtala Muhammed                                   | Air France |
| Port Harcourt                      | Aeropuerto Internacional de Port Harcourt                                   | Air France |
| República Centroafricana           |                                                                             | |
| Bangui                             | Aeropuerto Internacional de Bangui M'Poko                                   | Air France |
| República del Congo                |                                                                             | |
| Brazzaville                        | Aeropuerto de Maya-Maya                                                     | Air France |
| Pointe Noire                       | Aeropuerto de Pointe-Noire                                                  | Air France |
| República Democrática del Congo    |                                                                             | |
| Kinsasa                            | Aeropuerto Internacional de N'Djili                                         | Air France |
| Senegal                            |                                                                             | |
| Dakar                              | Aeropuerto Internacional Blaise Diagne                                      | Air France / Air Senegal                                                                                      |
| Sierra Leona                       |                                                                             | |
| Freetown                           | Aeropuerto Internacional de Lungi                                           | Air France |
| Sudáfrica                          |                                                                             | |
| Ciudad del Cabo                    | Aeropuerto Internacional de Ciudad del Cabo                                 | Air France |
| Johannesburgo                      | Aeropuerto Internacional de Johannesburgo                                   | Air France |
| Togo                               |                                                                             | |
| Lomé                               | Aeropuerto de Lomé-Tokoin                                                   | Air France |
| Túnez                              |                                                                             | |
| Monastir                           | Aeropuerto Internacional de Monastir-Habib Bourguiba                        | Tunisair |
| Túnez                              | Aeropuerto Internacional de Túnez-Cartago                                   | Air France |
| Yerba                              | Aeropuerto Internacional de Yerba-Zarzis                                    | Air France / ASL Airlines France (Estacional) / Tunisair                                                      |
| Yibuti                             |                                                                             | |
| Yibuti                             | Aeropuerto Internacional de Yibuti-Ambouli                                  | Air France |
| América del Norte                  |                                                                             | |
| Canadá                             |                                                                             | |
| Calgary                            | Aeropuerto Internacional de Calgary                                         | WestJet (Estacional)                                                                                          |
| Halifax                            | Aeropuerto Internacional de Halifax-Stanfield                               | WestJet (Estacional)                                                                                          |
| Montreal                           | Aeropuerto Internacional Pierre Elliott Trudeau                             | Air Canada / Air France / Air Transat                                                                         |
| Quebec                             | Aeropuerto internacional Jean-Lesage de Quebec                              | Air Transat                                                                                                   |
| Toronto                            | Aeropuerto Internacional Toronto Pearson                                    | Air Canada / Air France / Air Transat                                                                         |
| Vancouver                          | Aeropuerto Internacional de Vancouver                                       | Air Canada (Estacional) / Air France                                                                          |
| Estados Unidos                     |                                                                             | |
| Atlanta                            | Aeropuerto Internacional Hartsfield-Jackson                                 | Air France / Delta Air Lines                                                                                  |
| Boston                             | Aeropuerto Internacional Logan                                              | Air France / Delta Air Lines / JetBlue Airways                                                                |
| Charlotte                          | Aeropuerto Internacional de Charlotte-Douglas                               | American Airlines (Estacional)                                                                                |
| Chicago                            | Aeropuerto Internacional O'Hare                                             | Air France / American Airlines (Estacional) / United Airlines                                                 |
| Cincinnati                         | Aeropuerto Internacional de Cincinnati                                      | Delta Air Lines                                                                                               |
| Dallas-Fort Worth                  | Aeropuerto Internacional de Dallas-Fort Worth                               | Air France (Estacional) / American Airlines                                                                   |
| Detroit                            | Aeropuerto Internacional de Detroit                                         | Air France / Delta Air Lines                                                                                  |
| Filadelfia                         | Aeropuerto Internacional de Filadelfia                                      | American Airlines                                                                                             |
| Houston                            | Aeropuerto Intercontinental George Bush                                     | Air France |
| Indianápolis                       | Aeropuerto Internacional de Indianápolis                                    | Delta Air Lines                                                                                               |
| Los Ángeles                        | Aeropuerto Internacional de Los Ángeles                                     | Air France / Air Tahiti Nui / Delta Air Lines                                                                 |
| Miami                              | Aeropuerto Internacional de Miami                                           | Air France / American Airlines / Norse Atlantic Airways                                                       |
| Mineápolis                         | Aeropuerto Internacional de Mineápolis-Saint Paul                           | Air France (Estacional) / Delta Air Lines                                                                     |
| Newark                             | Aeropuerto Internacional Libertad de Newark                                 | United Airlines                                                                                               |
| Nueva York                         | Aeropuerto Internacional John F. Kennedy                                    | Air France / American Airlines / Delta Air Lines / Global Airlines / JetBlue Airways / Norse Atlantic Airways |
| Orlando                            | Aeropuerto Internacional de Orlando                                         | Air France |
| Phoenix                            | Aeropuerto Internacional de Phoenix-Sky Harbor                              | Air France |
| Raleigh-Durham                     | Aeropuerto Internacional de Raleigh-Durham                                  | Air France |
| Salt Lake City                     | Aeropuerto Internacional de Salt Lake City                                  | Delta Air Lines                                                                                               |
| San Francisco                      | Aeropuerto Internacional de San Francisco                                   | Air France / United Airlines                                                                                  |
| Seattle                            | Aeropuerto Internacional de Seattle-Tacoma                                  | Air France / Delta Air Lines                                                                                  |
| Washington D. C.                   | Aeropuerto Internacional de Washington-Dulles                               | Air France / United Airlines                                                                                  |
| México                             |                                                                             | |
| Cancún                             | Aeropuerto Internacional de Cancún                                          | Air France |
| Ciudad de México                   | Aeropuerto Internacional de la Ciudad de México                             | Aeroméxico / Air France                                                                                       |
| Centroamérica y El Caribe          |                                                                             | |
| Costa Rica                         |                                                                             | |
| San José                           | Aeropuerto Internacional Juan Santamaría                                    | Air France |
| Cuba                               |                                                                             | |
| La Habana                          | Aeropuerto Internacional José Martí                                         | Air France |
| Panamá                             |                                                                             | |
| Ciudad de Panamá                   | Aeropuerto Internacional de Tocumen                                         | Air France |
| República Dominicana               |                                                                             | |
| Punta Cana                         | Aeropuerto Internacional de Punta Cana                                      | Air France (Estacional) (reinicia el 13 de enero de 2026)                                                     |
| San Martín                         |                                                                             | |
| Philipsburg                        | Aeropuerto Internacional Princesa Juliana                                   | Air France |
| Suramérica                         |                                                                             | |
| Argentina                          |                                                                             | |
| Buenos Aires                       | Aeropuerto Internacional Ministro Pistarini                                 | Air France |
| Brasil                             |                                                                             | |
| Campinas                           | Aeropuerto Internacional de Viracopos                                       | Azul Linhas Aéreas (Planes de inicio)                                                                         |
| Fortaleza                          | Aeropuerto Internacional Pinto Martins                                      | Air France |
| Río de Janeiro                     | Aeropuerto Internacional de Galeão                                          | Air France |
| Salvador de Bahia                  | Aeropuerto Internacional de Salvador de Bahía                               | Air France |
| São Paulo                          | Aeropuerto Internacional de São Paulo-Guarulhos                             | Air France / LATAM Brasil                                                                                     |
| Chile                              |                                                                             | |
| Santiago de Chile                  | Aeropuerto Internacional Arturo Merino Benítez                              | Air France / LATAM Airlines                                                                                   |
| Colombia                           |                                                                             | |
| Bogotá                             | Aeropuerto Internacional El Dorado                                          | Air France / Avianca                                                                                          |
| Perú                               |                                                                             | |
| Lima                               | Aeropuerto Internacional Jorge Chávez                                       | Air France |
| Asia                               |                                                                             | |
| Arabia Saudita                     |                                                                             | |
| Riad                               | Aeropuerto Internacional Rey Khalid                                         | Riyadh Air / Saudia                                                                                           |
| Yida                               | Aeropuerto Internacional Rey Abdulaziz                                      | Saudia |
| Armenia                            |                                                                             | |
| Ereván                             | Aeropuerto Internacional de Zvartnots                                       | Air France |
| Azerbaiyán                         |                                                                             | |
| Bakú                               | Aeropuerto Internacional Heydar Aliyev                                      | Azerbaijan Airlines                                                                                           |
| Baréin                             |                                                                             | |
| Manama                             | Aeropuerto Internacional de Baréin                                          | Gulf Air |
| Catar                              |                                                                             | |
| Doha                               | Aeropuerto Internacional Hamad                                              | Qatar Airways                                                                                                 |
| China                              |                                                                             | |
| Chengdú                            | Aeropuerto Internacional de Chengdú-Tianfu                                  | Air China |
| Chongqing                          | Aeropuerto Internacional de Chongqing-Jiangbei                              | Hainan Airlines                                                                                               |
| Fuzhou                             | Aeropuerto Internacional de Fuzhou-Changle                                  | Xiamen Airlines                                                                                               |
| Guangzhou                          | Aeropuerto Internacional de Cantón-Baiyun                                   | China Southern Airlines                                                                                       |
| Pekín                              | Aeropuerto Internacional de Pekín-Daxing                                    | Air China / Air France                                                                                        |
| Qingdao                            | Aeropuerto Internacional de Qingdao-Liuting                                 | China Eastern Airlines                                                                                        |
| Shanghái                           | Aeropuerto Internacional Pudong                                             | Air China / Air France / China Eastern Airlines                                                               |
| Shenzhen                           | Aeropuerto Internacional de Shenzhen-Bao'an                                 | Hainan Airlines                                                                                               |
| Wuhan                              | Aeropuerto Internacional de Wuhan-Tianhe                                    | Air France |
| Xi'an                              | Aeropuerto Internacional de Xi'an-Xianyang                                  | Hainan Airlines                                                                                               |
| Corea del Sur                      |                                                                             | |
| Seúl                               | Aeropuerto Internacional de Incheon                                         | Air France / Asiana Airlines / Korean Air / T'Way Airlines                                                    |
| EAU                                |                                                                             | |
| Abu Dabi                           | Aeropuerto Internacional de Abu Dabi                                        | Etihad Airways                                                                                                |
| Dubái                              | Aeropuerto Internacional de Dubái                                           | Air France / Emirates                                                                                         |
| Georgia                            |                                                                             | |
| Tiflis                             | Aeropuerto Internacional de Tiflis                                          | Georgian Airways / Air France                                                                                 |
| Hong Kong                          |                                                                             | |
| Hong Kong                          | Aeropuerto Internacional de Hong Kong                                       | Air France / Cathay Pacific / Greater Bay Airlines                                                            |
| India                              |                                                                             | |
| Bangalore                          | Aeropuerto Internacional de Bangalore                                       | Air France |
| Bombay                             | Aeropuerto Internacional Chhatrapati Shivaji                                | Air France |
| Nueva Delhi                        | Aeropuerto Internacional Indira Gandhi                                      | Air France / Air India / IndiGo Airlines / Vistara                                                            |
| Irán                               |                                                                             | |
| Teherán                            | Aeropuerto Internacional Imán Jomeini                                       | Iran Air |
| Israel                             |                                                                             | |
| Tel Aviv                           | Aeropuerto Internacional Ben Gurión                                         | Air France / Arkia (Estacional) / ASL Airlines France / easyJet Europe / El Al                                |
| Japón                              |                                                                             | |
| Osaka                              | Aeropuerto Internacional de Kansai                                          | Air France |
| Tokio                              |                                                                             | |
| Aeropuerto Internacional de Haneda | Air France / Air Japan / All Nippon Airways / Japan Airlines / ZIPAIR Tokyo | |
| Jordania                           |                                                                             | |
| Amán                               | Aeropuerto Internacional Queen Alia                                         | Air France / Royal Jordanian                                                                                  |
| Kazajistán                         |                                                                             | |
| Almaty                             | Aeropuerto Internacional de Almaty                                          | Air Astana |
| Kuwait                             |                                                                             | |
| Ciudad de Kuwait                   | Aeropuerto Internacional de Kuwait                                          | Kuwait Airways                                                                                                |
| Líbano                             |                                                                             | |
| Beirut                             | Aeropuerto Internacional Rafic Hariri                                       | Air France / Middle East Airlines                                                                             |
| Omán                               |                                                                             | |
| Mascate                            | Aeropuerto Internacional de Seeb                                            | Oman Air |
| Pakistán                           |                                                                             | |
| Islamabad                          | Aeropuerto Internacional de Islamabad                                       | Pakistan International Airlines                                                                               |
| Lahore                             | Aeropuerto Internacional Allama Iqbal                                       | Pakistan International Airlines                                                                               |
| Singapur                           |                                                                             | |
| Singapur                           | Aeropuerto Internacional de Singapur                                        | Air France / Singapore Airlines                                                                               |
| Sri Lanka                          |                                                                             | |
| Colombo                            | Aeropuerto Internacional Bandaranaike                                       | Air France (vía MLE) / SriLankan Airlines                                                                     |
| Tailandia                          |                                                                             | |
| Bangkok                            | Aeropuerto Internacional Suvarnabhumi                                       | Air France / Thai Airways / Really Cool Airlines                                                              |
| Phuket                             | Aeropuerto de Phuket                                                        | Air France (Inicia 27 de noviembre del 2025)                                                                  |
| Taiwán                             |                                                                             | |
| Taipéi                             | Aeropuerto Internacional de Taiwán Taoyuan                                  | China Airlines / EVA Air / STARLUX                                                                            |
| Turquía                            |                                                                             | |
| Ankara                             | Aeropuerto de Ankara-Esenboğa                                               | Turkish Airlines                                                                                              |
| Antalya                            | Aeropuerto de Antalya                                                       | Corendon Airlines / SunExpress                                                                                |
| Dalaman                            | Aeropuerto de Dalaman                                                       | SunExpress |
| Esmirna                            | Aeropuerto de Esmirna-Adnan Menderes                                        | SunExpress |
| Estambul                           | Aeropuerto de Estambul                                                      | Air France / AJet / Turkish Airlines                                                                          |
| Vietnam                            |                                                                             | |
| Ciudad Ho Chi Minh                 | Aeropuerto Internacional de Tan Son Nhat                                    | Air France / Vietnam Airlines                                                                                 |
| Hanói                              | Aeropuerto Internacional de Nội Bài                                         | Vietnam Airlines                                                                                              |
| Oceanía                            |                                                                             | |
| Australia                          |                                                                             | |
| Perth                              | Aeropuerto Internacional de Perth                                           | Qantas |
| Nueva Zelanda                      |                                                                             | |
| Auckland                           | Aeropuerto Internacional de Auckland                                        | Air New Zealand                                                                                               |
| Europa                             |                                                                             | |
| Alemania                           |                                                                             | |
| Berlín                             | Aeropuerto de Berlín-Brandeburgo Willy Brandt                               | Air France / easyJet Europe                                                                                   |
| Bremen                             | Aeropuerto de Bremen                                                        | Air France operado por HOP!                                                                                   |
| Düsseldorf                         | Aeropuerto de Düsseldorf                                                    | Air France operado por HOP! / Eurowings                                                                       |
| Fráncfort del Meno                 | Aeropuerto de Fráncfort del Meno                                            | Air France operado por HOP! / Lufthansa                                                                       |
| Hamburgo                           | Aeropuerto de Hamburgo                                                      | Air France / Eurowings                                                                                        |
| Hannover                           | Aeropuerto de Hannover                                                      | Air France operado por HOP!                                                                                   |
| Múnich                             | Aeropuerto de Múnich-Franz Josef Strauss                                    | Air France / Lufthansa                                                                                        |
| Núremberg                          | Aeropuerto de Núremberg-Albrecht Dürer                                      | Air France operado por HOP!                                                                                   |
| Stuttgart                          | Aeropuerto de Stuttgart                                                     | Air France operado por HOP!                                                                                   |
| Austria                            |                                                                             | |
| Viena                              | Aeropuerto Internacional de Viena                                           | Air France / Austrian Airlines                                                                                |
| Bélgica                            |                                                                             | |
| Bruselas                           | Aeropuerto de Bruselas-National                                             | Brussels Airlines                                                                                             |
| Bulgaria                           |                                                                             | |
| Sofía                              | Aeropuerto de Sofía                                                         | Air France (Estacional) / Bulgaria Air                                                                        |
| Croacia                            |                                                                             | |
| Dubrovnik                          | Aeropuerto de Dubrovnik                                                     | Croatia Airlines (Estacional) / Vueling Airlines                                                              |
| Pula                               | Aeropuerto de Pula                                                          | Croatia Airlines / easyJet Europe                                                                             |
| Split                              | Aeropuerto de Split                                                         | Air France / Croatia Airlines / easyJet Europe                                                                |
| Zadar                              | Aeropuerto de Zadar                                                         | Croatia Airlines (Estacional)                                                                                 |
| Zagreb                             | Aeropuerto de Zagreb-Franjo Tuđman                                          | Air France / Croatia Airlines                                                                                 |
| Dinamarca                          |                                                                             | |
| Billund                            | Aeropuerto de Billund                                                       | Air France operado por HOP!                                                                                   |
| Copenhague                         | Aeropuerto de Copenhague-Kastrup                                            | Air France / easyJet Europe / Scandinavian Airlines                                                           |
| Eslovenia                          |                                                                             | |
| Liubliana                          | Aeropuerto de Liubliana-Jože Pučnik                                         | Air France operado por HOP!                                                                                   |
| España                             |                                                                             | |
| Alicante                           | Aeropuerto de Alicante-Elche                                                | Air France / Vueling Airlines                                                                                 |
| Barcelona                          | Aeropuerto Josep Tarradellas Barcelona-El Prat                              | Air France / easyJet Europe / Vueling Airlines                                                                |
| Bilbao                             | Aeropuerto de Bilbao                                                        | Air France operado por HOP! / easyJet Europe (Estacional)                                                     |
| Gran Canaria                       | Aeropuerto de Gran Canaria                                                  | Vueling Airlines                                                                                              |
| Ibiza                              | Aeropuerto de Ibiza                                                         | Air France operado por HOP! / easyJet Europe / Vueling Airlines                                               |
| Lanzarote                          | Aeropuerto César Manrique-Lanzarote                                         | easyJet Europe                                                                                                |
| Madrid                             | Aeropuerto Adolfo Suárez Madrid-Barajas                                     | Air France / easyJet Europe / Iberia Express                                                                  |
| Málaga                             | Aeropuerto de Málaga-Costa del Sol                                          | Air Europa / Air France / easyJet Europe / TUI fly Belgium (Estacional)                                       |
| Menorca                            | Aeropuerto de Menorca                                                       | easyJet Europe (Estacional) / Vueling Airlines                                                                |
| Palma de Mallorca                  | Aeropuerto de Palma de Mallorca                                             | Air France operado por HOP! / easyJet Europe (Estacional) / Vueling Airlines                                  |
| Santiago de Compostela             | Aeropuerto de Santiago-Rosalía de Castro                                    | Vueling Airlines                                                                                              |
| Sevilla                            | Aeropuerto de Sevilla                                                       | Air France operado por HOP! / Vueling Airlines                                                                |
| Tenerife                           | Aeropuerto de Tenerife Sur                                                  | easyJet Europe / SmartWings                                                                                   |
| Valencia                           | Aeropuerto de Valencia                                                      | Air Europa / Air France operado por HOP!                                                                      |
| Estonia                            |                                                                             | |
| Tallin                             | Aeropuerto de Tallin-Lennart Meri                                           | AirBaltic |
| Finlandia                          |                                                                             | |
| Helsinki                           | Aeropuerto de Helsinki-Vantaa                                               | Finnair / Flybe Nordic                                                                                        |
| Grecia                             |                                                                             | |
| Atenas                             | Aeropuerto Internacional de Atenas-Eleftherios Venizelos                    | Aegean Airlines / Air France                                                                                  |
| Corfú                              | Aeropuerto de Corfú-Ioannis Kapodistrias                                    | Aegean Airlines / easyJet Europe                                                                              |
| Heraclión                          | Aeropuerto Internacional de Heraclión-Nikos Kazantzakis                     | Aegean Airlines / Air France / easyJet Europe / SmartWings                                                    |
| Kalamata                           | Aeropuerto Internacional de Kalamata                                        | Aegean Airlines (Estacional)                                                                                  |
| Miconos                            | Aeropuerto de Miconos                                                       | Air France / easyJet Europe                                                                                   |
| Rodas                              | Aeropuerto Internacional de Rodas-Diágoras                                  | Aegean Airlines / SmartWings                                                                                  |
| Salónica                           | Aeropuerto Internacional de Salónica-Macedonia                              | Aegean Airlines / Air France (Estacional)                                                                     |
| Santorini                          | Aeropuerto de Santorini                                                     | Air France (Estacional)                                                                                       |
| Hungría                            |                                                                             | |
| Budapest                           | Aeropuerto Internacional de Budapest-Ferenc Liszt                           | Air France / easyJet Europe                                                                                   |
| Irlanda                            |                                                                             | |
| Cork                               | Aeropuerto de Cork                                                          | Aer Lingus / Air France                                                                                       |
| Dublín                             | Aeropuerto de Dublín                                                        | Aer Lingus / Air France                                                                                       |
| Shannon                            | Aeropuerto de Shannon                                                       | Aer Lingus (Estacional)                                                                                       |
| Irlanda del Norte                  |                                                                             | |
| Belfast                            | Aeropuerto Internacional de Belfast                                         | easyJet |
| Islandia                           |                                                                             | |
| Reikiavik                          | Aeropuerto Internacional de Keflavík                                        | Icelandair / Play                                                                                             |
| Islas Feroe                        |                                                                             | |
| Vágar                              | Aeropuerto de Vágar                                                         | Atlantic Airways (Estacional)                                                                                 |
| Italia                             |                                                                             | |
| Bari                               | Aeropuerto de Bari-Karol Wojtyła                                            | Air France operado por HOP!                                                                                   |
| Bolonia                            | Aeropuerto Guglielmo Marconi de Bolonia                                     | Air France / easyJet Europe                                                                                   |
| Catania                            | Aeropuerto de Catania-Fontanarossa                                          | Air France operado por HOP! / easyJet Europe                                                                  |
| Florencia                          | Aeropuerto de Florencia-Peretola                                            | Air France |
| Génova                             | Aeropuerto de Génova-Cristoforo Colombo                                     | Air France operado por HOP!                                                                                   |
| Nápoles                            | Aeropuerto Internacional de Nápoles                                         | Air France / easyJet Europe / Vueling Airlines                                                                |
| Milán                              | Aeropuerto de Milán-Linate                                                  | Air France / ITA Airways / easyJet Europe                                                                     |
| Milán                              | Aeropuerto de Milán-Malpensa                                                | Air France / easyJet Europe                                                                                   |
| Olbia                              | Aeropuerto de Olbia                                                         | Air France operado por HOP! / Volotea                                                                         |
| Palermo                            | Aeropuerto de Palermo-Punta Raisi                                           | Air France operado por HOP!                                                                                   |
| Roma                               | Aeropuerto de Roma-Fiumicino                                                | Air France / ITA Airways                                                                                      |
| Turín                              | Aeropuerto de Turín-Caselle                                                 | Air France operado por HOP!                                                                                   |
| Venecia                            | Aeropuerto de Venecia-Marco Polo                                            | Air France / easyJet Europe / Vueling Airlines                                                                |
| Verona                             | Aeropuerto de Verona-Villafranca                                            | Air France operado por HOP!                                                                                   |
| Letonia                            |                                                                             | |
| Riga                               | Aeropuerto Internacional de Riga                                            | AirBaltic |
| Lituania                           |                                                                             | |
| Vilna                              | Aeropuerto de Vilna                                                         | AirBaltic |
| Luxemburgo                         |                                                                             | |
| Luxemburgo                         | Aeropuerto de Luxemburgo                                                    | Luxair |
| Malta                              |                                                                             | |
| La Valeta                          | Aeropuerto Internacional de Malta                                           | KM Malta Airlines                                                                                             |
| Moldavia                           |                                                                             | |
| Chisináu                           | Aeropuerto Internacional de Chisináu                                        | Fly One (Estacional)                                                                                          |
| Noruega                            |                                                                             | |
| Bergen                             | Aeropuerto de Bergen-Flesland                                               | Air France |
| Oslo                               | Aeropuerto de Oslo-Gardermoen                                               | Air France / Norwegian Air Shuttle / Scandinavian Airlines                                                    |
| Países Bajos                       |                                                                             | |
| Ámsterdam                          | Aeropuerto de Ámsterdam-Schiphol                                            | Air France / KLM                                                                                              |
| Polonia                            |                                                                             | |
| Breslavia                          | Aeropuerto de Breslavia-Copérnico                                           | Air France |
| Cracovia                           | Aeropuerto de Cracovia-Juan Pablo II                                        | Air France operado por HOP! / easyJet Europe                                                                  |
| Varsovia                           | Aeropuerto de Varsovia-Chopin                                               | Air France operado por HOP! / LOT Polish Airlines                                                             |
| Portugal                           |                                                                             | |
| Faro                               | Aeropuerto de Faro                                                          | Air France / easyJet Europe                                                                                   |
| Lisboa                             | Aeropuerto Humberto Delgado                                                 | Air France / easyJet Europe / TAP Air Portugal                                                                |
| Oporto                             | Aeropuerto Francisco Sá Carneiro                                            | Air France / easyJet Europe / TAP Air Portugal / Vueling Airlines                                             |
| Reino Unido                        |                                                                             | |
| Aberdeen                           | Aeropuerto de Aberdeen                                                      | Air France |
| Birmingham                         | Aeropuerto de Birmingham                                                    | Air France |
| Brístol                            | Aeropuerto de Brístol                                                       | easyJet |
| Edimburgo                          | Aeropuerto de Edimburgo                                                     | Air France operado por HOP! / easyJet                                                                         |
| Glasgow                            | Aeropuerto de Glasgow                                                       | easyJet |
| Leeds                              | Aeropuerto de Leeds-Bradford                                                | Jet2.com |
| Liverpool                          | Aeropuerto de Liverpool-John Lennon                                         | easyJet |
| Londres                            | Aeropuerto de Londres-Gatwick                                               | easyJet / Vueling Airlines                                                                                    |
| Londres                            | Aeropuerto de Londres-Heathrow                                              | Air France / British Airways                                                                                  |
| Londres                            | Aeropuerto de Londres-Luton                                                 | easyJet |
| Londres                            | Aeropuerto de Londres-Southend                                              | easyJet |
| Mánchester                         | Aeropuerto de Mánchester                                                    | Air France / easyJet                                                                                          |
| Newcastle                          | Aeropuerto Internacional de Newcastle                                       | Air France operado por HOP!                                                                                   |
| República Checa                    |                                                                             | |
| Praga                              | Aeropuerto de Praga-Václav Havel                                            | Air France / Czech Airlines / Vueling Airlines                                                                |
| Rumania                            |                                                                             | |
| Bucarest                           | Aeropuerto Internacional de Bucarest-Henri Coandă                           | Air France / TAROM                                                                                            |
| Serbia                             |                                                                             | |
| Belgrado                           | Aeropuerto de Belgrado-Nikola Tesla                                         | Air France / Air Serbia                                                                                       |
| Suecia                             |                                                                             | |
| Estocolmo                          | Aeropuerto de Estocolmo-Arlanda                                             | Air France / Scandinavian Airlines                                                                            |
| Gotemburgo                         | Aeropuerto de Gotemburgo-Landvetter                                         | Air France operado por HOP! / Scandinavian Airlines                                                           |
| Suiza Francia Alemania             |                                                                             | |
| Basilea/Mulhouse/Friburgo          | Aeropuerto de Basilea-Mulhouse-Friburgo                                     | Air France operado por HOP! / easyJet Switzerland                                                             |
| Suiza                              |                                                                             | |
| Ginebra                            | Aeropuerto de Ginebra                                                       | Air France |
| Zúrich                             | Aeropuerto de Zúrich                                                        | Air France / Swiss                                                                                            |

**

### Aerolíneas de carga
| Aerolíneas                                | Destinos |
| ----------------------------------------- | --- |
| Air France Cargo                          | Argel, Antananarivo, Atlanta, Baréin, Bamako, Bangui, Boston, Brazzaville, Casablanca, Chicago-O'Hare, Ciudad Ho Chi Minh, Ciudad de México, Dammam, Duala, Dubái-Internacional, Dublín, El Cairo, Guadalajara (México), Hong Kong, Houston-Intercontinental, Yeda, Kuwait, Nairobi‑Jomo Kenyatta, Yamena, Nueva York-JFK, Nuakchot, Uagadugú, Pointe Noire, Port Harcourt, Glasgow-Prestwick, Oporto, Saint‑Denis de la Réunion, Seúl-Incheon, Shanghái-Pudong, Tokio-Narita, Toronto-Pearson, Trípoli, Túnez, Yibuti, Zaragoza |
| Air France Cargo operado por Martinair    | Niamey |
| Air France Cargo operado por MNG Airlines | Estambul |
| Cathay Pacific Cargo                      | Bombay, Fráncfort del Meno, Hong Kong, Londres-Heathrow, Nueva Delhi |
| China Airlines Cargo                      | Taipéi |
| China Cargo Airlines                      | Shanghái |
| China Southern Cargo                      | Cantón, Viena |
| DHL                                       | Casablanca, Leipzig/Halle, Londres-Heathrow |
| Europe Airpost                            | Burdeos, Brest, Lorient, Lourdes, Lyon, Nantes, Nice, Pau, Toulouse |
| FedEx                                     | Ámsterdam, Atenas, Barcelona-El Prat, Basilea/Mulhouse/Friburgo, Birmingham, Bombay, Cantón, Colonia/Bonn, Copenhague, Delhi, Dubái-Internacional, Estambul, Estocolmo-Arlanda, Helsinki, Hong Kong, Indianápolis, Londres-Stansted, Madrid, Memphis, Milán-Malpensa, Múnich, Newark, Tel Aviv-Ben Gurión, Tokio-Narita, Viena |
| FedEx operado por Air Contractors         | Belfast-Internacional, Berlín-Schönefeld, Fráncfort del Meno, Hamburgo, Lyon, Mánchester, Newcastle, Niza, Praga, Roma-Fiumicino, Shannon, Stuttgart, Toulouse, Varsovia-Chopin |
| FedEx operado por Swiftair                | Hannover |
| Garuda Indonesia Cargo                    | Yakarta |
| Korean Air Cargo                          | Seúl-Incheon |
| LATAM Cargo Brasil                        | Miami, Campinas |
| Lufthansa Cargo                           | Dallas-Fort Worth |
| MNG Airlines                              | Colonia/Bonn, Estambul, Londres-Luton |
| Swiftair                                  | Madrid-Barajas |
| Trans Mediterranean Airways               | Beirut, Trípoli |
| TNT Airways                               | Lieja |
| Turkish Airlines Cargo                    | Estambul |
| UPS                                       | Colonia/Bonn, Louisville |

## Estadísticas

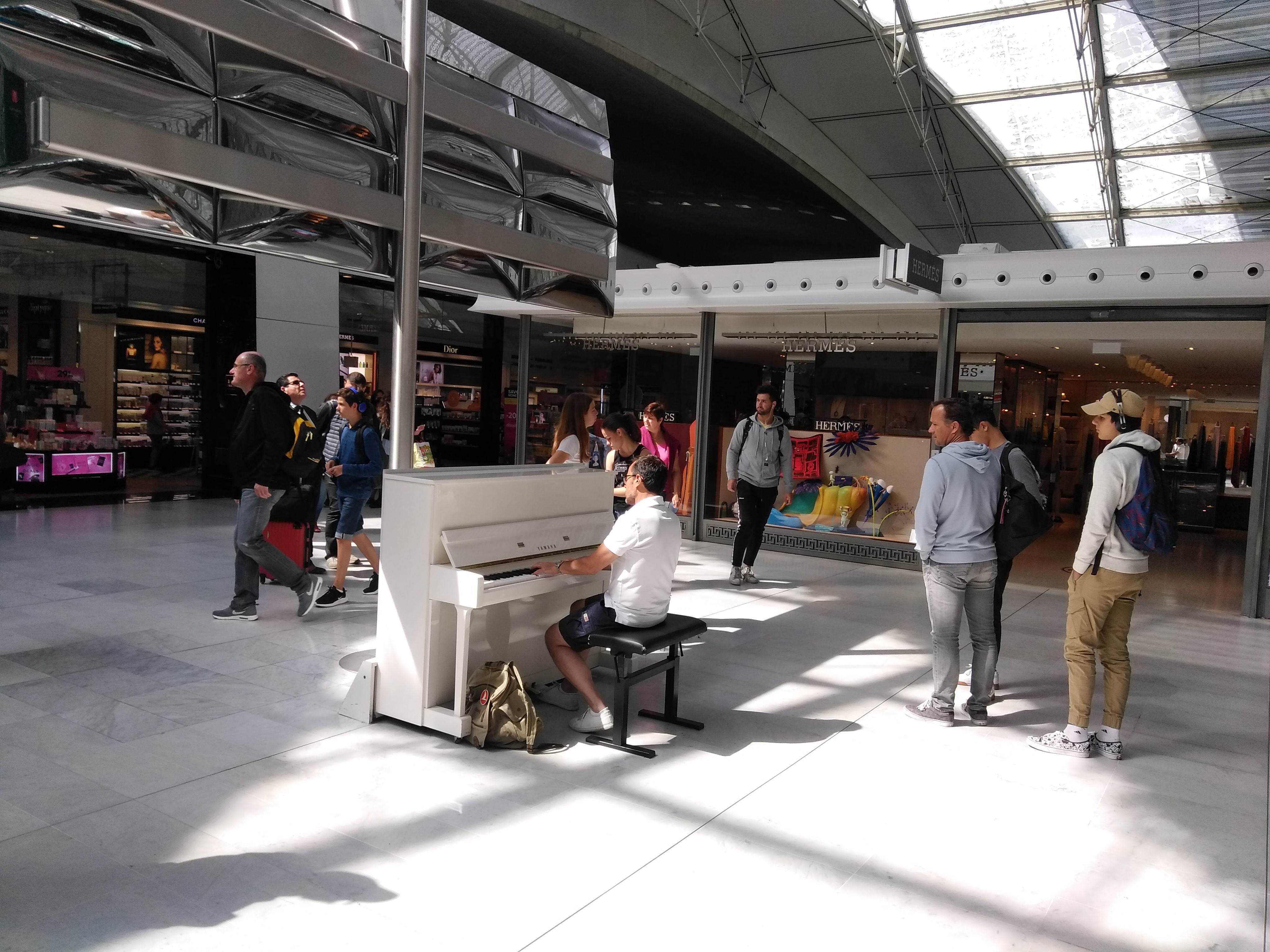
Uno de los pianos del aeropuerto

Ver fuente y consulta Wikidata.
| Puesto | Aeropuerto          | Pasajeros | Aerolíneas                                                        |
| ------ | ------------------- | --------- | ----------------------------------------------------------------- |
| 1      | Nueva York-JFK      | 1,367,096 | American Airlines, Air France, Delta Air Lines, XL Airways France |
| 2      | Londres-Heathrow    | 1,250,514 | Air France, British Airways                                       |
| 3      | Barcelona-El Prat   | 1,183,802 | Joon, EasyJet, Vueling Airlines                                   |
| 4      | Roma-Fiumicino      | 1,171,256 | Air France, Alitalia                                              |
| 5      | Montreal            | 1,107,818 | Air Canada, Air France, Air Transat                               |
| 6      | Ámsterdam-Schiphol  | 1,107,319 | Air France, KLM                                                   |
| 7      | Dubái               | 1,063,559 | Air France, Emirates                                              |
| 8      | Fráncfort del Meno  | 1,053,897 | Air France, Lufthansa                                             |
| 9      | Madrid-Barajas      | 990,702   | Air France, EasyJet, Vueling Airlines                             |
| 10     | Múnich              | 913,637   | Air France, Lufthansa                                             |
| 11     | Estambul            | 826,569   | Air France, Turkish Airlines                                      |
| 12     | Moscú-Sheremétievo  | 790,922   | Aeroflot, Air France                                              |
| 13     | Tel Aviv            | 789,145   | Air France, El Al, Israir                                         |
| 14     | Viena               | 773,127   | Air France, Austrian Airlines                                     |
| 15     | Copenhague-Kastrup  | 769,244   | Air France, EasyJet, Scandinavian Airlines                        |
| 16     | Zúrich              | 746,102   | Air France, Swiss International Air Lines                         |
| 17     | Shanghái-Pudong     | 717,352   | Air China, Air France, China Eastern Airlines                     |
| 18     | Ginebra             | 698,648   | Air France, Swiss International Air Lines                         |
| 19     | Atlanta             | 680,466   | Air France, Delta Air Lines                                       |
| 20     | Praga               | 675,170   | Air France, Czech Airlines, EasyJet                               |
| 21     | Berlín-Tegel        | 668,187   | Air France, EasyJet                                               |
| 22     | Dublín              | 661,376   | Aer Lingus, Air France                                            |
| 23     | Milán-Malpensa      | 655,633   | EasyJet                                                           |
| 24     | Milán-Linate        | 634,095   | Air France, Alitalia                                              |
| 25     | Venecia-Marco Polo  | 632,788   | Air France, EasyJet                                               |
| 26     | Atenas              | 618,942   | Aegean Airlines, Air France                                       |
| 27     | Argel               | 612,608   | Air Algerie, Air France                                           |
| 28     | Los Ángeles         | 605,944   | Air France                                                        |
| 29     | Doha                | 578,433   | Qatar Airways                                                     |
| 30     | São Paulo-Guarulhos | 569,893   | Air France, LATAM Airlines                                        |

## Accidentes e incidentes
- El 25 de julio de 2000, el vuelo 4590 de Air France operado por un Concorde se estrelló contra un hotel en los alrededores de Gonesse. Durante el despegue, el segundo motor estalló en llamas, las cuales engulleron al ala izquierda, haciendo que el avión se ladease hacia la izquierda y se estrellase contra el hotel.

- Este era el aeropuerto de destino del Vuelo 447 de Air France, el cual nunca llegó a aterrizar, del 1 de junio del 2009, procedente de Río de Janeiro, Brasil.

## Aeropuertos cercanos
Los aeropuertos más cercanos son:
- Aeropuerto de París-Orly (34 km)
- Aeropuerto de Beauvais-Tillé (58 km)
- Aeropuerto de Albert (107 km)
- Aeropuerto de Ruán (107 km)
- Aeropuerto de Deauville St. Gatien (177 km)